# First Flight
First Flight is de 24e aflevering van het tweede seizoen van de Amerikaanse sciencefictiontelevisieserie Star Trek: Enterprise. Het is de 48e aflevering van de serie, voor het eerst uitgezonden in 2003.

## Verhaal
Admiraal Maxwell Forrest informeert kapitein Jonathan Archer van de USS Enterprise NX-01 dat zijn collega en vriend A.G. Robinson is omgekomen bij een ongeluk. Hierna vertrekt Archer met Eerste Officier T'Pol in een ruimteveer naar een nevel van donkere materie. Ze hebben explosieven aan boord waarmee ze de materie zullen trachten te doen ontbranden.
Onderweg naar de wolk vertelt Archer aan T'Pol over hoe hij Robinson heeft leren kennen en dat ze beiden hadden meegestreden om als testpiloot te worden geselecteerd van een experimenteel ruimteschip dat Warpsnelheid 2 zou moeten gaan halen. Robinson werd geselecteerd en liet de test mislukken door orders om naar sublichtsnelheid terug te zakken, te negeren. Robinson zegt echter dat dit komt doordat Archers vader Henry geen goede motor heeft ontwikkeld, waarna de twee ruzie krijgen. Later besluiten de twee een tweede testschip te ontvreemden, om te bewijzen dat de motor toch werkt. Dit is tegen de orders van Starfleet in, maar als ze eenmaal Warp 2,5 bereikt hebben, is hun doel bereikt. Dit blijkt het begin te zijn om de warptechnologie verder te ontwikkelen.
In de huidige tijd lukt het met de laatste poging om de donkere materie te laten ontbranden, wat resulteert in een spectaculair schouwspel en het ontstaan van een zichtbare nevel. T'Pol stelt voor deze de Robinsonnevel te noemen.

## Achtergrondinformatie
- In deze aflevering komen van de hoofdrolspelers alleen Archer, T'Pol, Tucker en Sato voor, waarvan Sato slechts kort in beeld is. Dr. Phlox, Reed en Mayweather komen in deze aflevering niet voor.

## Acteurs

### Hoofdrollen
- Scott Bakula als kapitein Jonathan Archer
- John Billingsley als dokter Phlox
- Jolene Blalock als overste T'Pol
- Dominic Keating als luitenant Malcolm Reed
- Anthony Montgomery als vaandrig Travis Mayweather
- Linda Park als vaandrig Hoshi Sato
- Connor Trinneer als overste Charles "Trip" Tucker III

### Gastrollen
- Brigid Brannagh als Ruby
- Vaughn Armstrong als Maxwell Forrest

#### Spreciale Gastrol
- Keith Carradine als A.G. Robinson

### Bijrollen

#### Bijrollen met vermelding in de aftiteling
- Michael Canavan als een Vulcaanse adviseur
- Victor Bevine als een vluchtbegeleidster
- John Moody als een beveiligingsofficier

#### Bijrollen zonder vermelding in de aftiteling
- Anthony Acker als een Vulcaanse adviseur
- James Frey als een NX-technicus
- Kathleen Grant als een senator
- Thomas Hunt als assistent van een senator
- Marnie Martin als een bemanningslid van de Enterprise
- Lemuel Perry als 'Leo'